# NGC 6532
NGC 6532 (również PGC 61220 lub UGC 11085) – galaktyka spiralna (Sc), znajdująca się w gwiazdozbiorze Smoka. Odkrył ją Edward D. Swift 19 września 1886 roku.